# Chiraphat Patinyaloet
Chiraphat Patinyaloet (thailändisch จิรภัทร ปฏิญญาเลิศ; * 21. November 2004) ist ein thailändischer Fußballspieler.

## Karriere
Chiraphat Patinyaloet erlernte das Fußballspielen in Kanchanaburi in der Jugend des Drittligisten Kanchanaburi City FC. Im Januar 2024 unterschrieb er einen Vertrag bei dem ebenfalls in Kanchanaburi beheimateten Zweitligisten Dragon Pathumwan Kanchanaburi FC. Sein Zweitligadebüt gab Chiraphat Patinyaloet am 16. März 2024 (19. Spieltag) im Auswärtsspiel gegen den Chiangmai FC. Bei der 2:0-Niederlage wurde er in der 90.+3 Minute für Anawat Koedsombat eingewechselt.